# Timrå
Timrå è una città della Svezia, capoluogo del comune omonimo, nella contea di Västernorrland. Ha una popolazione di 10.199 abitanti.